# 明多陆安山脉
明多陆安山脉（Mindolluin Montes）是土星最大的卫星土卫六上的一座山脉，其范围覆盖土卫六赤道附近南纬1-4度、西经205-213度之间。它位于阿迪立区内，就坐落在惠更斯号探测器着陆点西面。
明多陆安山脉取名自约.罗.鲁.托尔金虚构的中土大陆世界中的白山之一，明多陆安山。该名称遵循了以托尔金作品中的山名来命名土卫六上山脉的惯例 ，并于2012年11月13日正式公布。